# Asteronychidae
Famille
Les Asteronychidae sont une famille d'ophiures (échinodermes) de l'ordre des Euryalida.

## Systématique
Après avoir attribué cette famille à Addison E. Verrill en 1899, le WoRMS considère désormais que son véritable auteur est Axel Ljungman (d) en 1867.

## Caractéristiques
Ce sont des ophiures planctonivores pourvues de très longs bras permettant de filtrer l'eau de mer en piégeant le plancton, un peu à la manière de leurs cousines les comatules. Elles vivent tassées en boule pendant la journée, et étendent leurs bras la nuit tombée pour se nourrir. Elles vivent le plus souvent dans les eaux froides ou abyssales.

## Liste des genres
Selon World Register of Marine Species (6 décembre 2020) :
- genre Asteronyx Müller & Troschel, 1842 -- 6 espèces actuelles
- genre Astrodia Verrill, 1899 -- 5 espèces
- genre Astronebris Downey, 1967 -- 1 espèce
- genre † Lillithaster Thuy, Numberger-Thuy & Jagt, 2018
- genre Ophioschiza H.L. Clark, 1911 -- 1 espèce

## Galerie

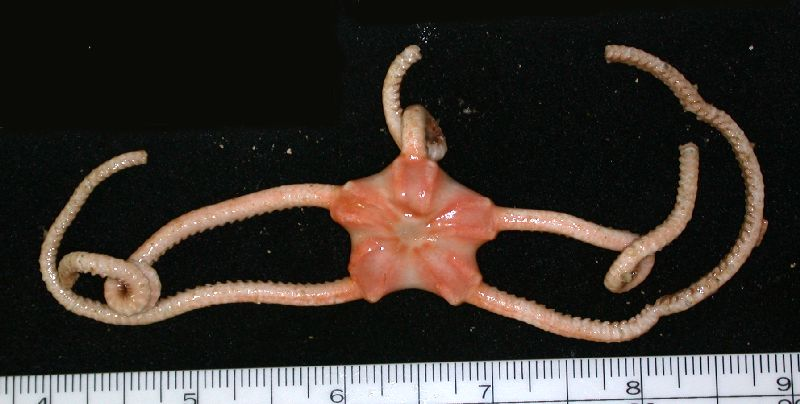
Asteronyx loveni.
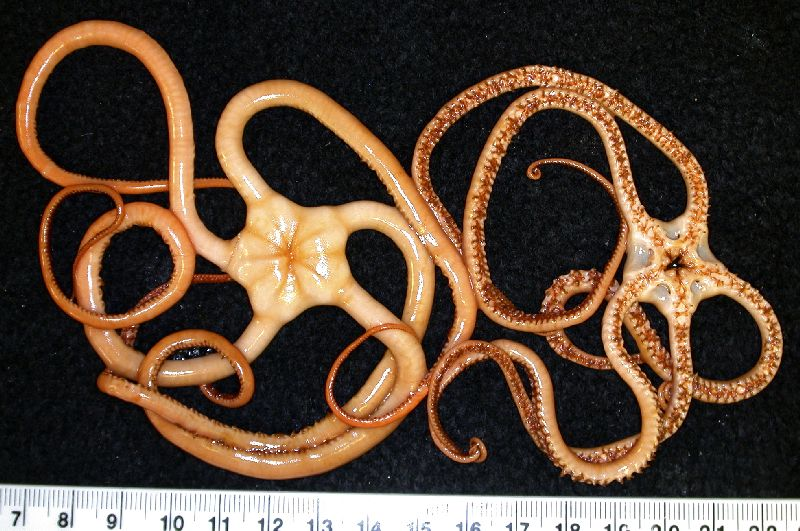
Astrodia tenuispina.

## Publication originale
- Axel Ljungman, « Ophiuroidea viventia huc usque cognita enumerat », Öfversigt af Kongl. Vetenskaps-Akademiens Förhandlingar, Stockholm, Inconnu, vol. 23, no 9,‎ 1867, p. 303–336 (ISSN 1100-4622, OCLC 6303212, lire en ligne).